# Смордвівська сільська рада
Смордві́вська сільська́ ра́да — колишній орган місцевого самоврядування у Млинівському районі Рівненської області. Адміністративний центр — село Смордва.

## Загальні відомості
- Смордвівська сільська рада утворена в 1940 році.
- Територія ради: 47,04 км²
- Населення ради: 1 307 осіб (станом на 2001 рік)

## Населені пункти
Сільській раді підпорядковані населені пункти:
- с. Смордва
- с. Клин

## Склад ради
Рада складається з 16 депутатів та голови.
- Голова ради: Онищук Надія Олександрівна
- Секретар ради: Павлюк Сергій Сергійович

### Керівний склад попередніх скликань
| Прізвище, ім'я, по батькові | Основні відомості                                                                           | Дата обрання | Дата звільнення |
| --------------------------- | ------------------------------------------------------------------------------------------- | ------------ | --------------- |
| Онищук Надія Олександрівна  | Сільський голова, 1965 року народження, освіта вища, Всеукраїнське об'єднання «Батьківщина» | 26.03.2006   | 31.10.2010      |
| Онищук Надія Олександрівна  | Сільський голова, 1965 року народження, освіта вища, Всеукраїнське об'єднання «Батьківщина» | 31.10.2010   |                 |

Примітка: таблиця складена за даними сайту Верховної Ради України